# جافاسكريبت المتماثلة
جافاسكريبت المتماثلة وتعرف أيضاً باسم جافاسكريبت الشاملة، وتصف تطبيقات جافا سكريبت التي تعمل على العميل والخادم.

## الآلية
تعمل جافاسكريبت المتماثلة في سياق تطبيق صفحة واحدة (سبا). في سبا نموذجي يكون معظم منطق التطبيق، بما في ذلك التوجيه، مغلفاً في ملف جافا سكريبت مجمع يتم إرساله إلى العميل. ورغم أن هذا يحرر الخادم، فلا يضطره إلى التعامل مع الكثير من الطلبات، فإنه يجعل التحميل الأولي بطيء للعميل، حيث أن التطبيق بأكمله يحتاج لإرسالها إلى العميل.
مع جافاسكريبت المتماثلة، عندما يتم طلب صفحة ويب لأول مرة من قبل العميل، يتم إنشاء الصفحة على الملقم كما في  صفحات الويب الديناميكية المنشأة على جانب الخادم، و إرسالها إلى العميل. مما يمكن العميل من عرض الصفحة مباشرة. وبعد أن يتم العرض الأولي، يتم تحميل تطبيق سبا كاملاً في الخلفية، ويتم التعامل مع الطلبات التالية على جانب العميل.

## الاسم
كانت تسمية مصطلح (جافاسكريبت المتماثلة) محل جدل، أول من صاغ مصطلح (المتماثلة) هو تشارلي روبنز مؤسس نوديجيتسو [الإنجليزية] وذكر ذلك في مدونات الشركة، وأيضا كتب سبايك بريم، وهو مهندس برمجيات في إير بي إن بي نفس المصطلح في مشاركة أخرى في مدونة الشركة، فيما اقترح آخرون إطلاق اسم جافا سكريبت العالمي.